# Abubakar Shekau
Abu Mohammed Abubakar bin Mohammad al-Sheikawi mais conhecido como Abubakar Shekau (nascido em 1965, 1969 ou 1975 – 19 de maio de 2021) foi um militante islamita radical, mais conhecido como líder do grupo extremista nigeriano Boko Haram.
Ele era responsável por inúmeros ataques bombistas, como o quartel-general da ONU em Agosto de 2011 e um posto de polícia, em Abuja, instalações públicas e igrejas católicos em toda Nigéria. Durante o período que comandou o Boko Haram, a organização ficou notória por ações excessivamente violentas que causaram diversas mortes e instabilidade no norte e leste da Nigéria e em países vizinhos. Em maio de 2021, Abubakar Shekau morreu no meio de uma disputa de poder com um rival.

## Biografia
Originalmente do Níger, embora também tenha sido afirmado que ele nasceu na aldeia nigeriano Shekau, estado de Yobe. Foi criado em Maiduguri, capital e a maior cidade do estado de Borno em Nigéria. Ele estudou com um clérigo e, em seguida, participou em Borno State College de estudos jurídicos e islâmicos para estudos superiores sobre o Islão. Foi lá onde encontrou seu líder espiritual Mohammed Yusuf (Boko Haram), um clérigo carismático. Após a sua morte violenta em uma delegacia de polícia, Abubakar Shekau tomou a chefia da Boko Haram. Ao lado de sua língua materna, kanuri, também fala haussa, fulani. árabe e inglês.
O grupo Boko Haram - que literalmente quer dizer “a educação ocidental é proibida” - quer estabelecer a Sharia (lei islâmica) no norte de Nigéria. Shekau era conhecido como "Darul Tawhid", um especialista em Tawhid, um conceito pelo monoteísmo ou a unicidade de Deus. Os analistas descreviam Shekau como um solitário e um mestre do disfarce. Ele não falava diretamente com os membros, optando por comunicar através de alguns confidentes selecionados.
Em junho de 2013, os Estados Unidos oficialmente ofereceram uma recompensa de US$ 7 milhões por informações que levem à captura de Abubakar Shekau. Desde 2009, vários rumores sobre sua morte passaram a circular, mas ele sempre aparecia em um vídeo para refutar essas alegações.
Apesar de não ter tido nenhuma confirmação até então, analistas políticos e militares continuavam afirmando que um combatente islamita chamado Mohamed Bashir estava se passando por Shekau, em uma estratégia midiática do grupo que visava prolongar a liderança de Abubakar. Uma fonte de inteligência nigeriana disse que Bashir tinha sido o responsável pela emissão de mensagens de vídeo nos últimos tempos, incluindo o sequestro de mais de 200 meninas da escola em Chibok, estado de Borno.
Dias após a última mensagem passada por Mohamed, fontes militares anunciaram que soldados nigerianos o tinham matado em uma batalha contra os insurgentes do Boko Haram no dia 19 de Setembro em Konduga, Borno.
A estratégia do grupo fez com que veículos midiáticos apresentassem controvérsias e dias antes do anúncio oficial de que Abubakar estava morto, oficiais tiveram que desmentir a mídia dizendo que quem tinha morrido na verdade era Mohamed Bashir ao invés da figura top do Boko Haram.
Em 2009, as autoridades nigerianas acreditavam que Abubakar Shekau havia sido morto em confronto do Exército da Nigéria com o Boko Haram, mas o próprio Shekau reapareceu novamente em vídeos desmentindo sua morte.
No período que liderou o Boko Haram, de 2009 a 2021 (de forma incontestada até 2016), o grupo se expandiu de forma violenta e os comandados de Shekau eram conhecidos por sua agressividade e brutalidade. Embora considerado um homem inteligente, seu comportamento errático levava a críticas até mesmo dentro de sua organização.
Com a ascensão do Estado Islâmico do Iraque e do Levante entre 2014 e 2015, Shekau começou a ser pressionado por seus comandantes e soldados para jurar lealdade a Abu Bakr al-Baghdadi, líder do Estado Islâmico. Embora tenha feito seus votos de fideilidade, segundo fontes, Shekau ficou convencido de que al-Baghdadi acabaria destituído ele da liderança do Boko Haram. Em agosto de 2016, o Estado Islâmico indicou então Abu Musab al-Barnawi como novo líder do Boko Haram. Shekau se recusou a reconhecer a autoridade de Barnawi e, junto com seus apoiadores, fundou um novo grupo, chamado Jamaat Ahlus Sunnah li Dawah wal Jihad, enquanto Barnawi liderou a facção chamada de "Estado Islâmico da Província da África Ocidental" (ISWAP, na sigla em inglês). O grupo de Shekau tinha menos de 1 500 soldados, enquanto Barnawi liderava mais de 3 500 militantes armados. Shekau supostamente passou a adotar a visão islamita dos Carijitas.
Após o racha dentro do Boko Haram, confrontos entre as facções de Shekau e Barnawi se tornaram comuns. Mesmo assim, Shekau nunca aberamente renunciou sua lealdade ao Estado Islâmico, atribuindo as divisões internas a mera rivalidade.

### Morte
Em maio de 2021, um grupo de militantes armados filiados a facção do Boko Haram ligada ao Estado Islâmico (EI) invadiram a floresta de Sambisa, no estado de Borno no nordeste da Nigéria. Nos últimos meses, o líder do EI em território nigeriano, Abu Musab al-Barnawi, reivindicou a liderança do Boko Haram e agora ele exigia a renúncia de Abubakar Shekau, que se recusou. Shekau concordou em se encontrar com um representante de al-Barnawi e durante a reunião, segundo fontes locais, ele teria detonado um colete com explosivos, se matando e ao comandante que al-Barnawi havia designado para o encontro. Em junho, o Estado Islâmico confirmou o ocorrido, com al-Barnawi assumindo o comando do Boko Haram.